# Chamsa (symbol)
Chamsa (arab. خمسة, ḫamsa, dosłownie ‘piątka’; hebr. חמסה), także ręka Fatimy lub ręka Miriam – symbol używany w krajach arabskich i w Izraelu, w amuletach mających chronić przed „złym okiem”.
Nazwa „ręka Fatimy” nawiązuje do córki Mahometa. Odmiana izraelska znana jest też pod nazwą „ręki Miriam” – co z kolei odnosi się do siostry Mojżesza i Aarona.

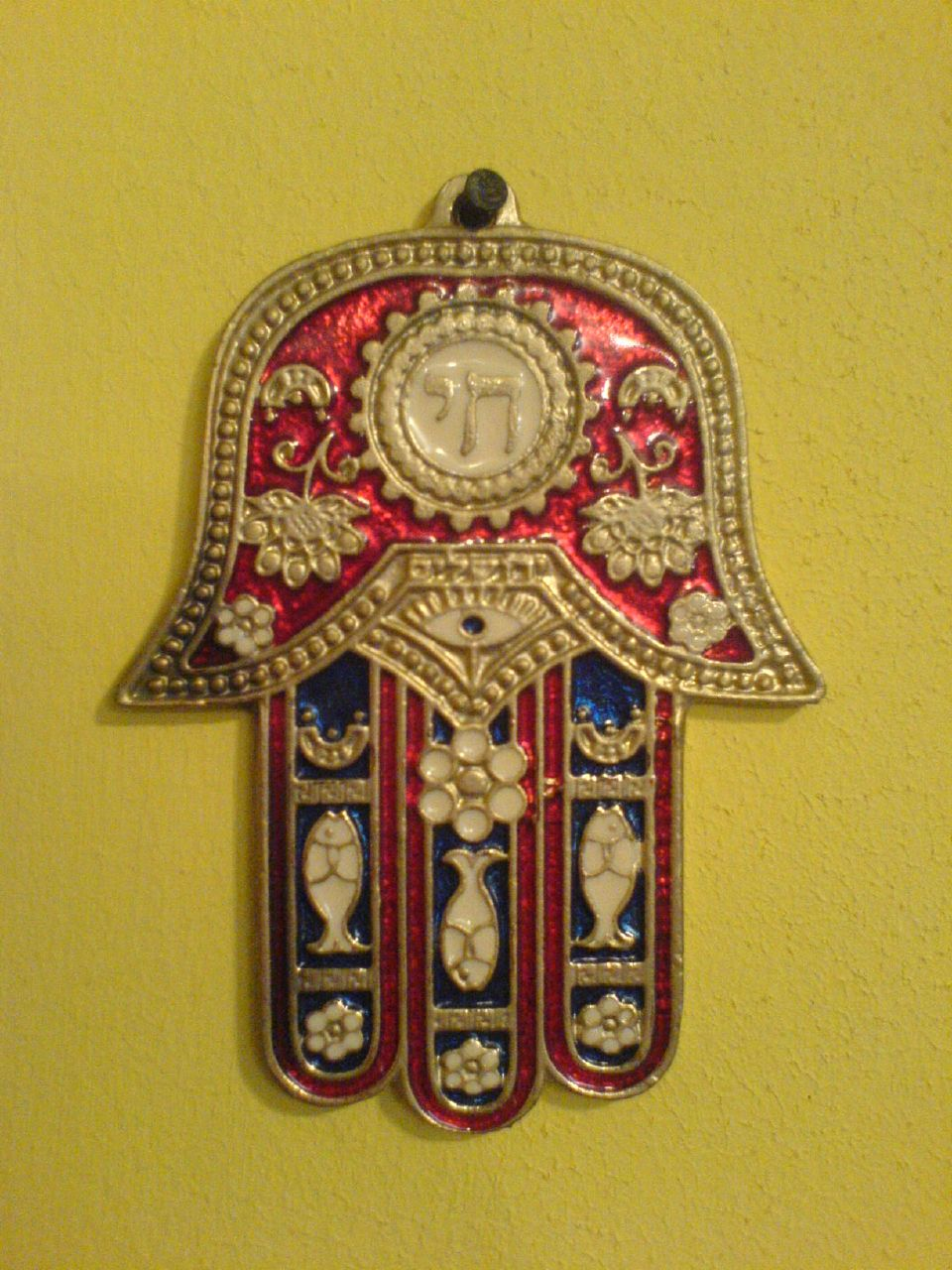
Ręka Miriam.
Ręka Fatimy.